# Андраш Лацкфі
Андраш Лацкфі (угор. Lackfi András; бл. 1310–1359) — військовий та державний діяч Угорського королівства, воєвода Трансильванії у 1356—1359 роках, сприяв звільненню верхньої частини регіону річки Прут від влади Золотої Орди.

## Життєпис
Син Лацка Германа або Германа Лацка, графа секеїв в Трансильванії. Народився близько 1310 року в родинному маєтку. Його брат Денис, що став францисканським монахом, був вихователем майбутнього короля Людовика I. Значну частину життя провів у військових походах. Отримав маєтки в повітах Арад і Чанад
1343 року після смерті батька став графом секеїв. Також отримав посаду ішпана області Меджес, де мешкали переважно саксонці. 1344 року призначається ішпаном Бестерце і Брасо. Очолив низку військових кампанії проти загонів улуса Курумиши Золотої Орди. Лацкфі діяв спільно з воєводою молдаван Драгошем, з яким 1345 року завдав поразки темнику Атламошу (зятю хана Джанібека) десь у верхів'ях Сірету, а 1346 року зумів очистити від татар територію сучасної Буковини. Ці землі було передано Драгошу, що отримав титул воєводи. Продовжив успішно діяти проти татар.
Брав участь у другій військовій кампанії до Італії, коли Людовик I фактично повалив королеву Джованну I. Невдовзі Лацкфі було призначено намісником Неаполю. Залишався на посаді до 1352 року, коли разом з угорським військом повернувся до Трансильванії. 1353 року призначено баном Мачви. З 1355 до 1356 року був ішпаном Шопрону. 1356 року призначено воєводою Трансильванії. Перебував на посаді до самої смерті у 1359 році.